# Ovamboland
Pour les articles homonymes, voir Ovambo (homonymie).
1973–1989
Entités précédentes :
- Sud-Ouest africain

Entités suivantes :
- Namibie

L'Ovamboland était un bantoustan autonome du Sud-Ouest africain, alors géré par l'Afrique du Sud, entre 1973 et 1989. Situé au Nord de l'actuelle Namibie, il regroupait des Africains de l'ethnie Ovambo.
Ovamboland signifie pays des Ovambos.

## Histoire
Le 2 octobre 1968, selon le rapport de la Commission Odendaal de 1964, le bantoustan d'Ovamboland est créé dans le but de le transformer en un État indépendant. Le 1er mai 1973, l'autonomie lui est accordée.
En mai 1989, l'Ovamboland est réincorporé dans la Namibie. Il fut ensuite réorganisé en quatre régions (Omusati, Ohangwena, Oshana, Oshikoto) qui restent communément appelées Ovamboland.

## Politique
Le parti Christian Democratic Action (ou CDA) fut au pouvoir de l'Ovamboland une bonne partie des années 1980 avec son leader Peter Kalangula (en).

### Liste des chefs d'État de l'Ovamboland
- Ovamboland
  - Uushona Shiimi (chef du conseil) : du 2 octobre 1968 au 14 janvier 1972
  - Filemon Elifas (de) (chef du conseil) : du 14 janvier 1972 au 1er mai 1973
- Ovamboland (autonome)
  - Filemon Elifas (de) (ministre en chef) : du 1er mai 1973 au 16 août 1975
  - Cornelius Thuhageni Njoba (en) (ministre en chef) : du 16 août 1975 à juillet 1980
  - Cornelius Thuhageni Njoba (en) (président du comité exécutif) : de juillet 1980 à octobre 1981
  - Peter Kalangula (en) (président du comité exécutif) (CDA) : d'octobre 1981 à mai 1989

## Géographie

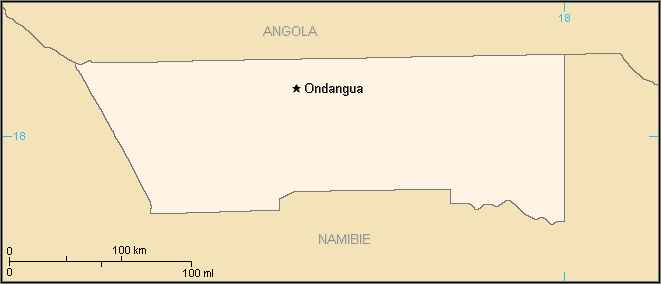
Carte de l'Ovamboland

L'Ovamboland se situait dans le nord de la Namibie. Il était bordé par l'Angola au nord, par la Namibie au sud et par les bantoustans du Kaokoveld à l'ouest et du Kavangoland à l'est.
Plate et sablonneuse, la région est propice à l'agriculture bien que les précipitations soient en général assez faibles (500 mm/an en moyenne).
La végétation est constituée d'une savane parsemée d'arbres de plus en plus nombreux au fur et à mesure que l'on progresse vers le nord. Une faune nombreuse est présente, attirée par la végétation luxuriante qui se développe à la saison des pluies durant l'hiver austral.
Une rivière temporaire traverse en son centre l'Ovamboland et se dirige vers la cuvette d'Etosha, de l'autre côté de la frontière méridionale.

## Population
L'Ovamboland avait été créé pour accueillir les Ovambos de Namibie. La région est l'une des plus peuplées de Namibie et celle ayant la plus forte densité de population.
Les trois villes principales sont Ondangua (la capitale), Oshakati et Ruacana.
La langue officielle était l'oshivambo.

## Drapeau
Le drapeau de l'Ovamboland est défini dans la section deux de l'Ovambo Flag Act de 1973.
Le bleu représente l'infinité du ciel, le blanc pour la paix et le vert pour l'agriculture. Les sept barres vertes verticales symbolisent les sept tribus composant les Ovambos : Kwanyma, Ndonga, Kwambi, Ngandjera, Mbalantu, Kwaluudi et Kolonkathi-Eunda.
Le drapeau a été abandonné en mai 1989 avec la réintégration du bantoustan dans la Namibie.